# (100681) 1997 YD1
(100681) 1997 YD1 es un asteroide perteneciente a asteroides que cruzan la órbita de Marte descubierto el 19 de diciembre de 1997 por el equipo del Beijing Schmidt CCD Asteroid Program desde la Estación Xinglong, Hebei, China.

## Designación y nombre
Designado provisionalmente como 1997 YD1.

## Características orbitales
1997 YD1 está situado a una distancia media del Sol de 2,277 ua, pudiendo alejarse hasta 2,941 ua y acercarse hasta 1,613 ua. Su excentricidad es 0,291 y la inclinación orbital 22,70 grados. Emplea 1255,64 días en completar una órbita alrededor del Sol.

## Características físicas
La magnitud absoluta de 1997 YD1 es 15,3. 